# Otto Liebe
Pour les articles homonymes, voir Liebe.
Carl Otto Julius Liebe, né le 24 mai 1860 à Copenhague et mort le 21 mars 1929 à Copenhague, est un juriste et homme d'État danois. Il est Premier ministre du Danemark de mars 1920 à avril 1920.

## Biographie
Nommé par Christian X, il dirige un gouvernement de transition pendant sept jours (29 mars au 4 avril) avec pour tâche de dissoudre le parlement et d'organiser de nouvelles élections. Sous la pression de violentes protestations et de manifestations, le roi le renvoie dans le cadre d'un accord de compromis avec les sociaux-démocrates et les radicaux.